# 1-睾酮
1-睾酮（英語：1-Testosterone，常缩写为 1-Testo、1-T，也称作δ1-dihydrotestosterone，δ1-DHT）是一种同化類固醇（AAS）和双氢睾酮（DHT）衍生物，它和睾酮的不同在于碳碳双键位于A环的1号与2号碳原子之间，而不是4号与5号碳原子。